# Ideoblothrus fenestratus
Espèce
Synonymes
- Ideobisium fenestratum Beier, 1955

Ideoblothrus fenestratus est une espèce de pseudoscorpions de la famille des Syarinidae.

## Distribution
Cette espèce est endémique de la région d'Ayacucho au Pérou. Elle se rencontre vers Sivia.

## Systématique et taxinomie
Cette espèce a été décrite sous le protonyme Ideobisium fenestratum par Beier en 1955. Elle est placée dans le genre Ideoblothrus par Muchmore en 1982.

## Publication originale
- Beier, 1955 : Pseudoscorpionidea. Beiträge zur Fauna Perus, nach der Ausbeute der Hamburger Südperu-Expedition 1936, und anderen Sammlungen, wie auch auf Grund von Literaturangaben, Gustav Fischer, Jena, vol. 4, p. 1-12.